# 大穴スキー場
大穴スキー場（おおあなすきーじょう）は、群馬県利根郡みなかみ町にあったスキー場である。2018-2019シーズン限りで閉鎖となった。

## 概要
大穴スキー場の歴史は古く、昭和40年ごろまでは群馬県で唯一の鉄道駅至近のスキー場だったため賑わった。
隣接して町営のジャンプ台（水上シャンツェ）が設置されており、多くのジャンパーが活躍したが、現在は閉鎖状態である。

## 沿革
- 1931年(昭和6年) - 開設[1][注 1][2]。
- 1949年(昭和24年) - スキー客のため、上越線に大穴仮乗降場という仮駅が現在の湯檜曽駅近くに冬季のみ設置される[3][4][5]。
- 1952年(昭和27年) - 2月、第1回全国高等学校スキー競技会(インターハイ)アルペン会場となる[6]。12月、水上町(当時)により総工費330万円で250mのリフトが設置される[7]。
- 1956年(昭和31年) - 水上観光興業株式会社により493mのシングルリフトが架けられ翌年1月1日より運輸開始[8]。
- 1963年(昭和38年) - 大穴仮乗降場廃止。
- 1965年(昭和40年) - 水上観光興業株式会社によりシングルリフト2基(340m AB線)が架けられた[9]。
- 1967年(昭和42年) - 現在の湯檜曽駅が開業。
- 1974年(昭和49年) - 1974-1975シーズンから、シングルリフト(520m)が架けられた[9]。
- 1977年(昭和52年) - 1977-1978シーズン頃は、シングルリフト3基(第1 520m, 第2AB 340m)、ロープトー3基、30m級シャンツェがあった[10][9]。
- 1986年(昭和61年) - 町営水上シャンツェ開設。
- 1996年(平成8年) - 1996-1997シーズンから、ペアリフト(231m)が架けられた[11]。
- 1999年(平成11年) - 運営会社の水上観光興業株式会社が経営不振により倒産(特別清算)、谷川岳天神平スキー場等を経営する谷川岳ロープウェー株式会社(東武興業)が引き継ぐ[12][13][14]。
- 2001年(平成13年) - 累積赤字が1億6000万円に上っており、谷川岳ロープウェー株式会社は大穴スキー場の売却を検討。12月、地元ロッジ経営者らにより設立された水上大穴スキー場有限会社が競売により100万円で落札[13]。
- 2002年(平成14年) - 地元関係者らにより設立された大穴スキー場運営協議会による運営となる[13]。
- 2017年(平成29年) - 2017-2018シーズンから、第1シングルリフト(520m)、第2シングルリフトB線が廃止され、リフト2基となった[11]。
- 2018年(平成30年) - 12月、2018-2019シーズン限りで営業を終了することが明らかになった[1]。
- 2019年(平成31年) - 3月21日(祝)までの営業を予定していたが、融雪が早く、3月10日(日曜)をもって営業を終了、閉鎖となった。

## ゲレンデ
- 正面ゲレンデ(初級 400m 最大斜度20度 平均14度)
- そり遊び広場、雪遊び広場 (スキー・スノーボード滑走禁止)
- かつては第1シングルリフトにより、第1リフトゲレンデ(上級 600m 最大斜度38度 平均13度)、北原ゲレンデ (上級 700m 最大斜度42度 平均12度)が滑走できた。

## リフト
- シングルリフト 1基(340m 以前はこのリフトはAB2線だった)
- ペアリフト 1基(231m)

## 交通
- 関越自動車道水上インターチェンジより7km。